# Zverino, Vrața
Zverino (în bulgară Зверино) este un sat în comuna Mezdra, regiunea Vrața,  Bulgaria. Se află în defileul râului Iskăr și are o stație de cale ferată.

## Demografie
Componența etnică a satului Zverino
     Bulgari (96,87%)
     Nicio identificare (3,12%)
     Altele (0%)
La recensământul din 2011, populația satului Zverino era de 1.728 locuitori. Din punct de vedere etnic, majoritatea locuitorilor (96,87%) erau bulgari. Pentru 3,12% din locuitori nu este cunoscută apartenența etnică.